# ۱۰۰٪ عشق (فیلم ۲۰۱۲)
۱۰۰٪ عشق (بنگالی: ১০০% লভ) فیلمی در ژانر کمدی رمانتیک است که در سال ۲۰۱۲ منتشر شد.